# 燕山
燕山山脈，史称大燕山、碣石山，是中国华北地区的一个主要山脉，位于河北省和北京市北部，由密云水库和白河河谷直到山海关呈东西走向，南邻华北平原，西接大马群山和太行山脉，北面是内蒙古高原和大兴安岭，东邻东北平原和辽东湾。燕山自古以来是中原汉地拒止北方和东北方蛮夷的重要天然屏障，历史上只有四条古道（平冈道、卢龙道、无终道和碣石道）允许陆路过燕山进入华北，其各自山口（古北口、喜峰口、刘家口和九门口）通常由长城和关隘（古北口关、喜峰口关、冷口关和山海关）防守。
燕山山脉海拔400—1,000（1,300—3,300英尺），主峰为河北省兴隆县北部的雾灵山，海拔2,116（6,942英尺），建有雾灵山自然保护区。燕山地质主要由石灰岩、花岗岩、玄武岩构成，矿藏丰富，并且是老哈河、大凌河、滦河和海河北支流潮白河的发源地。燕山山脉为暖温带大陆性季风气候，年平均气温6～10℃。1月平均气温-12～-6℃，7月平均气温20～25℃。10℃以上持续期195～205天，活动积温2600～3800℃。

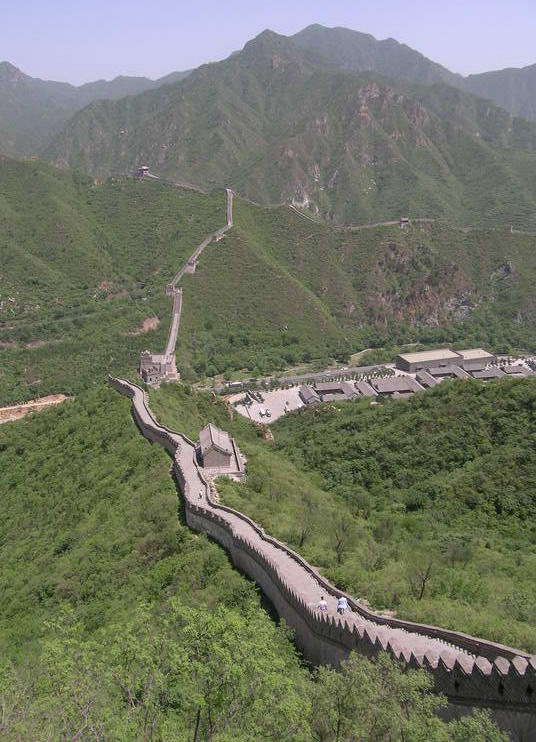
居庸关。位于军都山和太行山山脉之间的拒马河河谷。

## 延伸阅读
[在维基数据编辑]
 《欽定古今圖書集成·方輿彙編·山川典·燕山部》，出自陈梦雷《古今圖書集成》